# ویلیام دی کروی

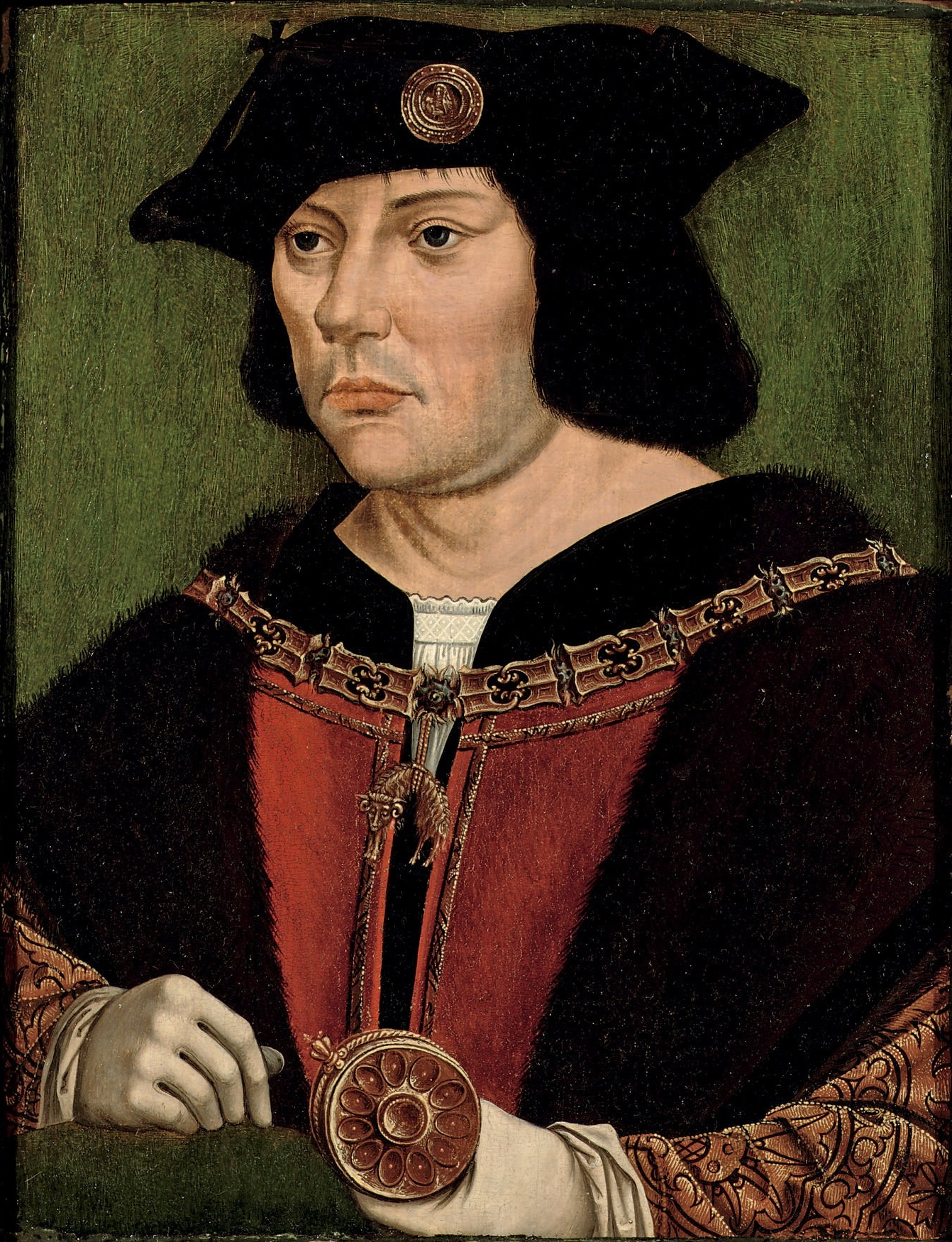
پرتره‌ای از ویلیام دی کروی

ویلیام دی کروی (فرانسوی: William de Croÿ‎؛ ۱ ژانویهٔ ۱۴۵۸ – ۲۸ مهٔ ۱۵۲۱) یا لرد شیور سیاست‌مدار اهل دوک‌نشین بورگوندی و آموزگار و مشاور امپراتور مقدس روم کارل پنجم بود.